# Szabó-pallagi-zsomboly
A Szabó-pallagi-zsomboly Magyarország fokozottan védett barlangjai közül az egyik. Az Aggteleki Nemzeti Park területén található. Magyarország 14. legmélyebb, az Aggteleki-karszt második legmélyebb barlangja. (Legmélyebb a Vecsembükki-zsomboly.) A Szabó-pallagi-zsombolyt gyakran nevezik Baglyok szakadéka néven is. A barlang az Aggteleki-karszt és a Szlovák-karszt többi barlangjával együtt 1995 óta a világörökség része. Bódvaszilas fokozottan védett nyolc barlangja közül az egyik. A Vecsembükki-zsomboly és az Almási-zsomboly mellett a legismertebb zsomboly az Alsó-hegyen.

## Leírás
Az Alsó-hegyen, a Szilasi-fennsíkon található. Az Országos Kéktúra kék sáv jelzésű turistaútján is elérhető Szabó-pallagon lévő vadászháztól körülbelül 300 méterre keletre lévő nagy és lapos töbör oldalában van nagy méretű bejárata. A zsombolytól északra, az első töbörben található a Játék-barlang, amely a zsombolytól 105 méterre helyezkedik el.
Bejáratát egy kőél két részre osztja. A barlangra, mint az összes zsomboly típusú barlangra a függőleges járatok jellemzők. Ez a legösszetettebb aknabarlang az Alsó-hegyen. Triász mészkőben párhuzamos hasadékok mentén alakult ki. Kialakulásában fontos szerepe volt a tektonikus előkészítésnek. Öt méternél nagyobb átmérőjű óriásaknái nagyon megközelítik, a Bejárati-akna el is éri a felszínt. Járatai nagyon elagyagosodtak.
Gömbüstök, borsókövek és változatos színű és alakú cseppkövek, például több négyzetméteres lefolyások, függőcseppkövek, heliktitek és cseppkőzászlók láthatók benne. Legismertebb képződménye a Mozdony, amely egy nagy méretű felborult cseppkő, amire fiatal állócseppkövek nőttek. Nincs lezárva, de az Aggteleki Nemzeti Park Igazgatóság engedélye kell megtekintéséhez. Bejárásához kötéltechnikai eszközöket kell alkalmazni és fontos a jó erőnlét a benne közlekedéshez. Kötéltechnikai szempontból az egyik legnehezebben bejárható hazai barlang.
A 60 méter mélységű Bejárati-akna az alsó-hegyi zsombolyok bejárati aknáinak mélységi sorrendje alapján a harmadik legmélyebb bejárati akna. A zsombolyban lévő Drúz-akna, amely nyolc méter mélységtől 110 méter mélységig tart, tehát 102 méter mély, Magyarország majdnem legmélyebb egybefüggő aknájának számít, de a 45 méteren található Erkély nevű nagy párkány eléggé elkülöníti felső és alsó részét. A Drúz-akna kürtőnek is tekinthető, mert a hozzá vezető járatokból alulra és felülre is el lehet indulni a Drúz-aknában. A Drúz-aknát és a Drúz-kürtőt Lukács László becenevéről nevezték el.
Az Aggteleki-karszt nyolcadik leghosszabb barlangja, a Baradla-barlang, a Béke-barlang, a Szabadság-barlang, a Vass Imre-barlang, a Meteor-barlang, a Kossuth-barlang és a Danca-barlang után. Bódvaszilas fokozottan védett 8 barlangja közül az egyik, a másik 7 az Almási-zsomboly, a Frank-barlang, a Kopaszgally-oldali 2. sz. víznyelőbarlang, a Kopasz-vigasz-barlang, a Meteor-barlang, a Széki-zsomboly és a Vecsembükki-zsomboly.
Előfordul a barlang az irodalmában 21 (Kósa 1992), Baglyok-szakadéka (Kósa 1964), Baglyok Szakadéka (Kósa 1968), Baglyok szakadéka (Horváth, Máté 1975), Baglyok szakadéka-zsomboly (Kósa 1992), S-2 (Kósa 1992), Sz/4 (Kósa 1964), SZ/4 (Kósa 1964), Szabópallag (Jakucs 1957), Szabópallagi-zsomboly (Rónai 1965), Szabó-Pallagi-zsomboly (Bertalan, Schőnviszky 1973–1974), Szabó pallagi zsomboly (Strömpl 1922–1925), Szabó-pallag Shaft (Kordos 1977) és Szabó-parlagi zsomboly (Balázs 1958) neveken és jelölésekkel is. 1912-ben volt először Szabó-pallagi-zsombolynak nevezve a barlang az irodalmában, Strömpl Gábor tanulmányában. A Baglyok szakadéka nevet helyiek adták neki.

## Kutatástörténet
A barlang első írott említése Scholtz Pál Kornél 1911. évi naplójában olvasható. 1911-ben próbálták bejárni a zsombolyt, de megfelelő technikai eszközök hiánya miatt ez nem sikerült. Ekkor méréssel próbálták megállapítani a mélységét, amely szerint 62 m mély. 1911 nyarán Strömpl Gábor is járt a barlangnál és az 1912. évi publikációjában azt írta róla, hogy kettős bejárata van. 1927-ben sikerült leereszkedni a bejárati aknájába a Budapesti Egyetemi Turista Egyesület négy tagjának, Kessler Hubertnek, Beliczay Andrásnak, Frank Jánosnak és Kiss Gyulának. Kessler Hubert irányította a bejárást. 63 m-es mélységet értek el és nem láttak esélyt további járatok felfedezésére.
Eugenio Boagan 1929-ben kiadott tanulmányában megjelent a barlang hosszmetszet térképe és alaprajz térképe. 1957-ben Beliczai István, Szikra László és Veres Sándor próbálta meg elérni a bejárati akna alját, de ez csak Beliczai Istvánnak sikerült. Majdnem baleset történt ekkor a kenderkötelek és a hágcsók elázása miatt.
1961-ben a Vörös Meteor TE barlangkutatói az aljának egyik szűk hasadékát robbantással tágították és így 12 m-rel növelték mélységét. Ekkor az Alsó-hegy negyedik legmélyebb barlangja lett 76 m-es mélységével. 1963-ban a Vörös Meteor Barlangkutató Csoport tagjai a Szabó-pallagi vadászházhoz viszonyítva pontosan bemérték bejáratának helyét. A bemérés szerint a vadászháztól 310 méterre, 238° 00' irányban volt a bejárata. 1964 nyarán a Vörös Meteor TE tagjai készítették el a barlang térképét, de ezen a térképen nincs rajta a barlang szűkülete alatti rész. Kósa Attila 1964. évi Karszt- és Barlangkutatási Tájékoztatóban megjelent A zsombolyképződés kérdéseiről című tanulmányában többször meg van említve. Egyszer Sz/4 a jele, a megjelent helyszínrajzon SZ/4-nek van jelölve és 86 méter mélynek van leírva. Az 1966. évi Karszt és Barlang 2. félévi számában megjelent összeállítás szerint 76 méteres mélységével a harmadik legmélyebb zsomboly volt az Alsó-hegy magyarországi részén és az egyik 60 méter mély aknája a második legmélyebb egybefüggő barlangakna volt az Alsó-hegy magyarországi részén. 1968-ban lett megszerkesztve a barlang első teljes térképe. A térképezést Kósa Attila vezette.
1975-ben az FTSK Barlangkutató Szakosztályának tagjai kis feltáró munkát végeztek a zsombolyban. A Bertalan Károly által írt és 1976-ban befejezett kéziratban szó van arról, hogy a Szabó-pallagi-zsomboly (Sz/4., Baglyok szakadéka) az Alsó-hegyen, Bódvaszilason helyezkedik el. A Szabó-pallagon lévő vadászháztól 238°-ra 310 m-re, 490 m tszf. magasságban van a zsomboly kettős bejárata. Az akna módjára mélyülő keskeny barlang 15 m hosszú és 86 m mély. A kézirat barlangot ismertető része 2 publikáció alapján lett írva. 1976-ban vált országos jelentőségű barlanggá az 5400-as (Aggteleki-karszt) barlangkataszteri területen lévő, bódvaszilasi barlang Baglyok-szakadéka néven. A Bertalan Károly és Schőnviszky László által összeállított, 1976-ban megjelent Magyar barlangtani bibliográfia barlangnévmutatójában meg van említve az Aggteleki-karszton lévő barlang Szabó-Pallagi-zsomboly néven. A barlangnévmutatóban fel van sorolva 1 irodalmi mű, amely foglalkozik a barlanggal.
Az 1976-ban összeállított, országos jelentőségű barlangok listájában lévő barlangnevek pontosítása után, 1977. május 30-án összeállított, országos jelentőségű barlangok listáján rajta van az Aggteleki-karszton, Bódvaszilason található barlang Szabó-pallagi-zsomboly néven. Az 1977. évi Karszt és Barlang angol nyelvű különszámában megjelent, The longest and deepest caves of Hungary (December 31, 1975) című közleményből megtudható, hogy az Aggteleki-karszton fekvő, 76 m mély Szabó-pallag Shaft 1975. december 31-én Magyarország 27. legmélyebb barlangja. A 26. legmélyebb barlang (Csipkés-zsomboly) szintén 76 m mély. Az 1977. december 31-i állapot szerint (MKBT Meghívó 1978. május) az Aggteleki-karszton lévő és 75,6 m mély Szabó-pallagi-zsomboly az ország 30. legmélyebb barlangja. Az 1977. évi Karszt és Barlangban megjelent összeállítás alapján, 1977. december 31-én Magyarország 9. legmélyebb barlangja az Aggteleki-karszton elhelyezkedő, 1977. december 31-én 130 m mély, 1976-ban 75,6 m mély, 1975-ben pedig 76,5 m mély Szabó-pallagi-zsomboly. A 8. legmélyebb barlang (Bányász-barlang) szintén 130 m mély. Ez az összeállítás naprakészebb az 1978. májusi MKBT Meghívóban publikált listánál.
1978-ban Lukács László a bejárati akna 30 m-es mélységében megtalálta az Ablakot és jelezte a Magyar Karszt- és Barlangkutató Társulatnak, hogy a barlang mélysége már nem 76 m, hanem 130 m. Ennek publikálását azonban megakadályozta halála és helyette Kordos László közölte nyomtatásban az új mélységi adatot. Az MKBT Meghívó 1978. júniusi számában az lett publikálva, hogy az 1978. májusi MKBT Meghívóban napvilágot látott Magyarország legmélyebb és leghosszabb barlangjai című felsorolásból kimaradt, Aggteleki-karszton lévő Szabó-pallagi-zsomboly mélysége Lukács László szerint 130 m.
Az 1980. évi Karszt és Barlang 1. félévi számában publikálva lett, hogy a kiemelt jelentőségű Szabó-pallagi-zsomboly az 5400-as barlangkataszteri területen (Gömör–Tornai-karszt és Cserehát hegység) helyezkedik el. A barlangnak 5450/3. a barlangkataszteri száma. Az MKBT Dokumentációs Bizottsága a helyszínen el fogja helyezni, a többi kiemelt jelentőségű barlanghoz hasonlóan, a barlang fémlapba ütött barlangkataszteri számát. A barlangkataszteri szám beütéséhez alapul szolgáló fémlap ugyanolyan lesz mint a többi kiemelt jelentőségű barlang fémlapja. 1981-ben a Természettudományi Múzeum Növénytárának zsombolyflóra kutatási programja keretében a Szabó-pallagi-zsombolyban botanikai gyűjtésre került sor. 1982 nyarán Szenthe István, Tóth Sándor, majd Nagy Mihály Zoltán folytatták az Ablakon túli részek kutatását.
1982. július 1-től az Országos Környezet- és Természetvédelmi Hivatal elnökének 1/1982. (III. 15.) OKTH számú rendelkezése (1. §. és 3. §., illetve 5. sz. melléklet) értelmében az Aggteleki-karsztvidéken lévő Szabó-pallagi-zsomboly fokozottan védett barlang. Fokozottan védett barlang morfológiája, formakincse és ásványtani értékei miatt lett. Az 1982. szeptember–októberi MKBT Műsorfüzetben meg van említve, hogy az Aggteleki-karsztvidéken található Szabó-pallagi-zsomboly fokozottan védett barlang. A felsorolásban a barlangnevek az MKBT által jóváhagyott és használt helyesírás szerint, javított formában lettek közölve. A Magyar Karszt- és Barlangkutató Társulat 1982-es Országos Vándorgyűlésén az egyik túracélpont volt a Szabó-pallagi-zsomboly.
Az 1984-ben megjelent, Magyarország barlangjai című könyvben részletesen le van írva. Az országos barlanglistában szerepel az Aggteleki-karszton lévő barlang Szabó-pallagi-zsomboly néven Baglyok-szakadéka és SZ/4 névváltozatokkal. A listához kapcsolódóan látható az Aggteleki-karszt és a Bükk hegység barlangjainak földrajzi elhelyezkedését bemutató 1:500 000-es méretarányú térképen a barlang földrajzi elhelyezkedése. Az 1987. december 31-i állapot alapján Magyarország 11. legnagyobb függőleges kiterjedésű barlangja az 5450/3 barlangkataszteri számú, 130 m függőleges kiterjedésű Szabó-pallagi-zsomboly (Baglyok-szakadéka). A 10. legnagyobb függőleges kiterjedésű barlang (Bányász-barlang) szintén 130 m függőleges kiterjedésű. Az összeállítás szerint az 1977. évi Karszt és Barlangban közölt mélységi listában a Szabó-pallagi-zsomboly 130 m mély. 1988-ban kezdték el a BEAC Barlangkutató Csoport tagjai elkészíteni a barlang térképét. Hagyományos hosszmetszet térkép és térhálós térkép szerkesztését tartották fontosnak. 1988-tól kezdődően három év alatt kilenc kürtő leküzdésével a barlang hossza 250 m-rel nőtt. 1989-ben elkészült a barlang BEAC barlangkutatók által készített első térképe.
Az 1989. évi Karszt és Barlangban lévő, Magyarország barlangjai című összeállításban szó van arról, hogy a Szabó-pallagi-zsombolynak lejjebb van a bejárata, mint a Vecsembükki-zsombolynak. A Szabó-pallagi-zsombolyról az 1970-es években derült ki, hogy valójában egy párhuzamos hasadékok mentén keletkezett aknarendszer. A barlang 120 m mély, az aknák összhossza pedig meghaladja a 600 m-t. A publikációban lévő 1. ábrán (Magyarország térkép) be van mutatva a barlang földrajzi elhelyezkedése. A folyóirat 1989. évi különszámában napvilágot látott ennek az utóbbi tanulmánynak az angol nyelvű változata (The caves of Hungary). Ebben a tanulmányban Szabó-pallag Shaft a barlang neve. Az angol nyelvű tanulmányhoz mellékelve megjelent egy olyan lista, amelyben Magyarország leghosszabb, és egy olyan lista, amelyben Magyarország legmélyebb barlangjai vannak felsorolva. A két felsorolás szerint az Aggteleki-karszton fekvő, 628 m hosszú és 120 m mély Szabó-pallagi-zsomboly (Szabó-pallag Shaft) 1988-ban Magyarország 33. leghosszabb és 14. legmélyebb barlangja. (1977-ben a barlang 130 m mély volt.)

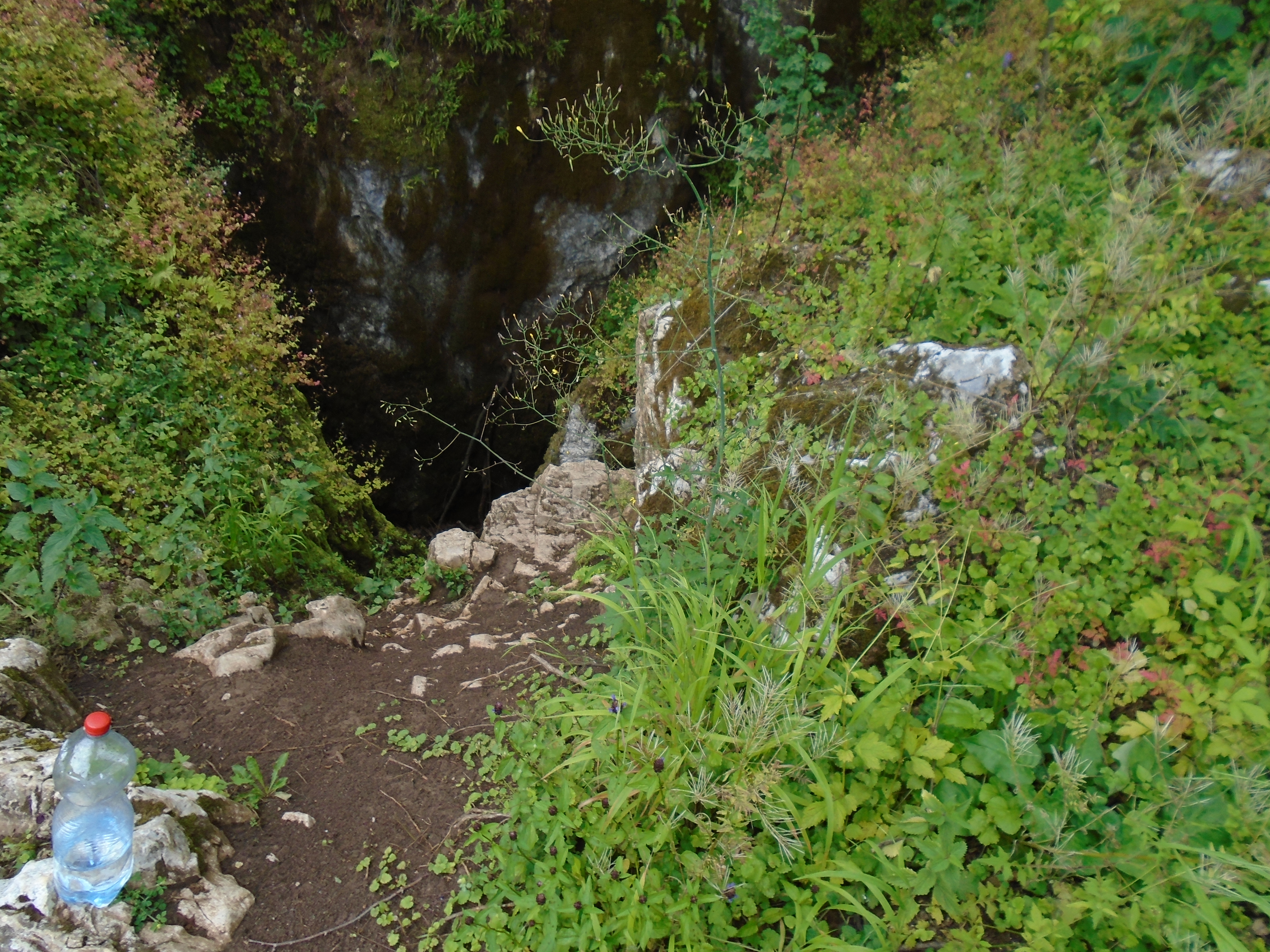
A Szabó-pallagi-zsomboly bejárata

1989–1990 telén sok csoport részvételével kutatótábort tartott a BEAC Barlangkutató Csoport a barlang további részeinek feltárása miatt. 1990-ben a BEAC Barlangkutató Csoportnak volt kutatási engedélye a barlang kutatásához. 1991-ben a BEAC tagjai mérték fel a barlangot, majd Nyerges Attila a felmérés alapján megszerkesztette a barlang térláttatós térképét. 1991-ben elérte a barlang becsült mélysége a 151 m-t és hossza kb. 850 m volt. Ezzel a mélységgel Magyarország 8. legmélyebb barlangjává vált. Néhány tanulmányban az szerepel (BEAC 1992, Elekes, Nyerges, Nyerges, Rose 1992 és Nyerges 2003), hogy ezzel a hosszal az Alsó-hegy leghosszabb barlangja lett, de a Meteor-barlang 1963-ban már 1 km hosszú volt.
Az 1992. évi barlangnapi kiadványban megjelent a barlang hosszmetszet árnyéktérképe, 4 részének alaprajz térképe, a barlang hasadékirány-diagramja, végponti részének hossz-szelvény térképvázlata és egy keresztmetszeteket és fontos átjárókat tartalmazó térkép. Ezeket a térképeket a BEAC barlangkutatói rajzolták. Az 1992. évi Karszt és Barlangban publikált és az Alsó-hegy magyarországi részének töbreit, zsombolyait és beszakadásait bemutató ábrán látható a barlang földrajzi elhelyezkedése.
Az 1992-ben kiadott, Alsó-hegyi zsombolyatlasz című könyvben, az Alsó-hegy fennsíkjának magyarországi oldalát bemutató egyik térképen megfigyelhető a barlang földrajzi elhelyezkedése. A kiadványban megjelentek a barlang 1929-ben közölt térképei, 1968-ban szerkesztett térképei és az 1991-ben rajzolt térláttatós térképe. Több adattal együtt fel van tüntetve 16 irodalmi mű, amelyek foglalkoznak a barlanggal. Az 1993. március–áprilisi MKBT Műsorfüzetben megjelent, hogy a KTM Természetvédelmi Hivatal egy plakátsorozat megjelenését tervezte, amelyen a magyarországi fokozottan védett barlangok szerepelnek, és ehhez diákat keresett. Előkészítés alatt állnak az Aggteleki-karszt fokozottan védett barlangjairól és a közeljövőben fokozottan védett barlangjairól készült plakátok, köztük a Szabó-pallagi-zsombolyt ábrázoló is. Ez a barlang is csillaggal lett megjelölve, amely azt jelenti, hogy leginkább erről a barlangról keres fényképet.
A MAFC Barlangkutató Csoport által szervezett és 1994. december 27-e és 1995. január 1-je között tartott nemzetközi barlangász táborozáskor a barlang az egyik túracélpont volt. A barlang 1995 óta az Aggteleki-karszt és a Szlovák-karszt többi barlangjával együtt a világörökség része. A Nyerges Attila által 1997-ben készített szakdolgozat szerint a 151 m mély Baglyok Szakadéka (Szabó-pallagi-zsomboly) az Alsó-hegy magyarországi részének második legmélyebb barlangja. 1998. május 14-től a környezetvédelmi és területfejlesztési miniszter 13/1998. (V. 6.) KTM rendelete szerint az Aggteleki Nemzeti Park Igazgatóság illetékességi területén található Szabó-pallagi-zsomboly az igazgatóság engedélyével látogatható. Az 1999. évi Lakatos Kupa egyik helyszíne volt a zsomboly. 2001. május 17-től a környezetvédelmi miniszter 13/2001. (V. 9.) KöM rendeletének értelmében az Aggteleki-karsztvidék területén lévő Szabó-pallagi-zsomboly fokozottan védett barlang. Egyidejűleg a fokozottan védett barlangok körének megállapításáról szóló 1/1982. (III. 15.) OKTH rendelkezés hatályát veszti.
A 2003-ban napvilágot látott, Magyarország fokozottan védett barlangjai című könyvben található barlangismertetés szerint 495 m tengerszint feletti magasságban nyílik, 950 m hosszú, 151 m függőleges kiterjedésű és 41×34 m vízszintes kiterjedésű. A könyvben lévő, Egri Csaba és Nyerges Attila által készített hosszúsági lista szerint az Aggteleki-karszton lévő és 5452-3 barlangkataszteri számú Szabó-pallagi-zsomboly Magyarország 30. leghosszabb barlangja 2002-ben. A 2002-ben 950 m hosszú barlang 1977-ben 110 m és 1987-ben 628 m hosszú volt. A könyvben található, Egri Csaba és Nyerges Attila által készített mélységi lista szerint az Aggteleki-karszton lévő és 5452-3 barlangkataszteri számú Szabó-pallagi-zsomboly Magyarország 9. legmélyebb barlangja 2002-ben. A 2002-ben 151 m mély barlang 1977-ben 130 m és 1987-ben 120 m mély volt.
A 2005-ben megjelent, Magyar hegyisport és turista enciklopédia című kiadványban önálló szócikke van a barlangnak. A szócikk szerint a Szabó-pallagi-zsomboly az Aggteleki-karszton található és fokozottan védett természeti érték. Leggyakrabban csak Baglyok szakadékának nevezik. Az Alsó-hegy Szilasi-fennsíkján, nagy töbör oldalában, 495 m tengerszint feletti magasságban van a bejárata. Mélységét csak méréssel próbálták megállapítani 1911-ben. Első, 1927. évi bejárói a BETE kutatói voltak, akiket Kessler Hubert irányított. 950 m hosszú és 151 m mély az 1970-es években újrainduló, és jelenleg is tartó feltáró kutatás eredményeként. A párhuzamos hasadékok mentén keletkezett, korróziós formákkal tagolt, cseppkövekkel díszített aknarendszer triász mészkőben jött létre. Engedély, kötéltechnikai eszköz használata és jó erőnlét kell megtekintéséhez. A BEAC Barlangkutató Csoport egyik legjelentősebb eredménye a Szabó-pallagi-zsomboly (kürtők, aknák). Lukács László szócikkében meg van említve, hogy Lukács László sok barlangban végzett eredményes feltáró munkát, melyek közül kiemelkedik pl. a Szabó-pallagi-zsomboly új szakaszának felderítése.
2005. szeptember 1-től a környezetvédelmi és vízügyi miniszter 22/2005. (VIII. 31.) KvVM rendelete szerint az Aggteleki Nemzeti Park Igazgatóság működési területén található Szabó-pallagi-zsomboly a felügyelőség engedélyével látogatható. 2005. szeptember 1-től a környezetvédelmi és vízügyi miniszter 23/2005. (VIII. 31.) KvVM rendelete szerint az Aggteleki-karsztvidéken lévő Szabó-pallagi-zsomboly fokozottan védett barlang. A 2006. évi Barlangnapon az egyik túracélpont volt a zsomboly. A 2006. évi Vespertilioban közölt tanulmány szerint egy nagy patkósdenevért, két közönséges denevért, egy bajuszos denevért, egy vízi denevért, két csonkafülű denevért és két nyugati piszedenevért észlelt 2004. augusztus 19-én a bódvaszilasi Szabó-pallagi-zsombolyban Boldogh Sándor.
2007. március 8-tól a környezetvédelmi és vízügyi miniszter 3/2007. (I. 22.) KvVM rendelete szerint az Aggteleki Nemzeti Park Igazgatóság működési területén lévő Szabó-pallagi-zsomboly az igazgatóság engedélyével tekinthető meg. A 2008. szeptember 27-én megrendezett XV. Lakatos Kupa kiadványában 151 méter mély és 850 méter hosszú barlangként szerepel. 2013. július 19-től a vidékfejlesztési miniszter 58/2013. (VII. 11.) VM rendelete szerint a Szabó-pallagi-zsomboly (Aggteleki Nemzeti Park Igazgatóság működési területe) az igazgatóság hozzájárulásával látogatható. 2015. november 3-tól a földművelésügyi miniszter 66/2015. (X. 26.) FM rendelete szerint a Szabó-pallagi-zsomboly (Aggteleki-karsztvidék) fokozottan védett barlang. A 2017-ben rendezett 61. Barlangnapon az egyik túracélpont volt a zsomboly.
Az Alsó-hegy karsztjelenségeiről szóló, 2019-ben kiadott könyvben az olvasható, hogy a Szabó-pallagi-zsomboly (Baglyok szakadéka, Szabó-Pallag) 1035 m hosszú (ez a poligonhosszúság) és 151 m mély. A barlang azonosító számai: Szlovákiában 21, Magyarországon 5452/3, egyéb SZ/4, S-2. A könyvben publikálva lett a barlang 1992-ben készült hosszmetszet térképe és 1992-ben készült keresztmetszet térképe. A hosszmetszet térképen látható a keresztmetszet elhelyezkedése a barlangban. A barlangot 1992-ben a BEAC mérte fel, majd 1992-ben Nyerges Attila a felmérés alapján megrajzolta a barlang térképeit. A térképeket 2015-ben Luděk Vlk digitalizálta. Publikálva lett a könyvben egy színes fénykép, amelyen a kívülről fényképezett barlangbejárat látható és egy olyan színes fénykép, amely a barlang belsejében készült. A kiadványhoz mellékelve lett az Alsó-hegy részletes térképe. A térképet Luděk Vlk, Mojmír Záviška, Ctirad Piskač, Jiřina Novotná, Miloš Novotný és Martin Mandel készítették. A térképen, amelyen fekete ponttal vannak jelölve a barlangok és a zsombolyok, látható a Szabó-pallagi-zsomboly (5452/3, 21) földrajzi elhelyezkedése. 2021. május 10-től az agrárminiszter 17/2021. (IV. 9.) AM rendelete szerint a Szabó-pallagi-zsomboly (Aggteleki Nemzeti Park Igazgatóság működési területe) az igazgatóság engedélyével látogatható. A 13/1998. (V. 6.) KTM rendelet egyidejűleg hatályát veszti.

## További irodalom
- Bekey Imre Gábor: A Vecsembükki zsombolyok. Turista Közlöny, 1914. (21. évf.) 3. sz. 34–38. old.
- Eugenio Boegan: Grotte dell'Ungheria. (Magyarország barlangjai.) Le Grotte d'Italia. 1929. 3. sz. 143–144. old.
- Havliček, David – Vojiř, V.: Speleologický Prúzkum Dolného Vrchu. Slovensky Kras, 1984. 22. köt. 213–244. old.
- Klingenfuss, B.: Bódvaszilas 1973. Höhlenpost, 1976. 11. évf. 33. sz. 4–14. old.
- Kósa Attila: Közvetlen felszínalatti karsztos képződmények morfológiai és műszaki vonatkozású vizsgálata. Kézirat, 1969. Doktori disszertáció, Budapesti Műszaki Egyetem.
- Kósa Attila: Az Alsó-hegy zsombolyai. Barlangnapi tájékoztató. MKBT és Tektonik, 1982.
- Scholtz Pál Kornél: Beszámoló az 1911. évi június hó 10-13 közötti tett expedícióról a szilasi fennsíkon. Napló, kézirat. 1911.
- Vojiř, V.: Zpráva o stavu speleologického prúzkumu Dolného Vrchu v Jihoslovenskémkrasu, okres Rožnava, k srpnu 1966. Geobuch, 1966. Speleologicky Klub Praha.
- Vojiř, V.: Dolný Vrch, I. etapová zpráva o speleologickém prúzkumu. 1973. Speleologicky Klub Praha.